# Trzemeszno (gromada w powiecie sulęcińskim)
Trzemeszno (od połowy lat 1960. Trzemeszno Lubuskie) – dawna gromada, czyli najmniejsza jednostka podziału terytorialnego Polskiej Rzeczypospolitej Ludowej w latach 1954–1972.
Gromady, z gromadzkimi radami narodowymi (GRN) jako organami władzy najniższego stopnia na wsi, funkcjonowały od reformy reorganizującej administrację wiejską przeprowadzonej jesienią 1954 do momentu ich zniesienia z dniem 1 stycznia 1973, tym samym wypierając organizację gminną w latach 1954–1972.
Gromadę Trzemeszno z siedzibą GRN w Trzemesznie (w obecnym brzmieniu Trzemeszno Lubuskie) utworzono – jako jedną z 8759 gromad na obszarze Polski – w powiecie sulęcińskim w woj. zielonogórskim na mocy uchwały nr V/24/54 WRN w Zielonej Górze z dnia 5 października 1954. W skład jednostki weszły obszary dotychczasowych gromad Trzemeszno, Grochów i Wędrzyn ze zniesionej gminy Sulęcin oraz obszary dotychczasowych gromad Wielowieś, Żarzyn, Lipa, Malutków i Trześniówek ze zniesionej gminy Łagów w tymże powiecie. Dla gromady ustalono 18 członków gromadzkiej rady narodowej.
Gromada przetrwała do końca 1972 roku, czyli do kolejnej reformy gminnej.